# Rhizosmilia elata
Rhizosmilia elata är en korallart som beskrevs av Stephen D. Cairns och Zibrowius 1997. Rhizosmilia elata ingår i släktet Rhizosmilia och familjen Caryophylliidae. Inga underarter finns listade i Catalogue of Life.